# Знаменка (Маловишерский район)
Зна́менка — деревня в Маловишерском районе Новгородской области России. Входит в состав Веребьинского сельского поселения.

## История
В 1964 г. Указом Президиума ВС РСФСР деревня Запуковье переименована в Знаменка.
В соответствии с Законом Новгородской области от 11 ноября 2005 года № 559-ОЗ деревня вошла в состав образованного Веребьинского сельского поселения.

## География
Расположена на севере региона, в восточной части района, в лесной местности, вблизи речки Веребьинка.  

## Население
| 2010 |
| ---- |
| 11   |

## Инфраструктура
Личное подсобное хозяйство.

## Транспорт
Просёлочные дороги.